# Villa Libertad de Bacuit
Villa Libertad
es un barrio rural  del municipio filipino de primera categoría de El Nido perteneciente a la provincia  de Paragua en Mimaro,  Región IV-B.
En 2007 Villa Libertad contaba con 1.319 residentes.

## Geografía
El municipio de El Nido se encuentra 238 kilómetros al noreste de Puerto Princesa,  capital provincial. 
Su término ocupa el extremo meridional de isla Paragua. Linda al norte con la  isla de Linapacán y otras  del grupo de las islas Calamianes; al sur con el municipio vecino de Taytay; al este con el Mar de Joló frente a las islas que forman el municipio de Agutaya; y al oeste con el  mar de la China Meridional, conocido localmente como el Mar del Oeste de Filipinas.
Linda al norte con el barrio de Pasadeña; al sur con la población, barrios de Masagana (3.ª Zona), Maligaya (1.ª Zona) y Corong-Corong (4ª Zona); al este con el de Nueva Ibajay (New Ibajay); y al oeste con el mar frente a la isla de Cadlao que forma parte del barrio de Buena Suerte.

### Comunicaciones

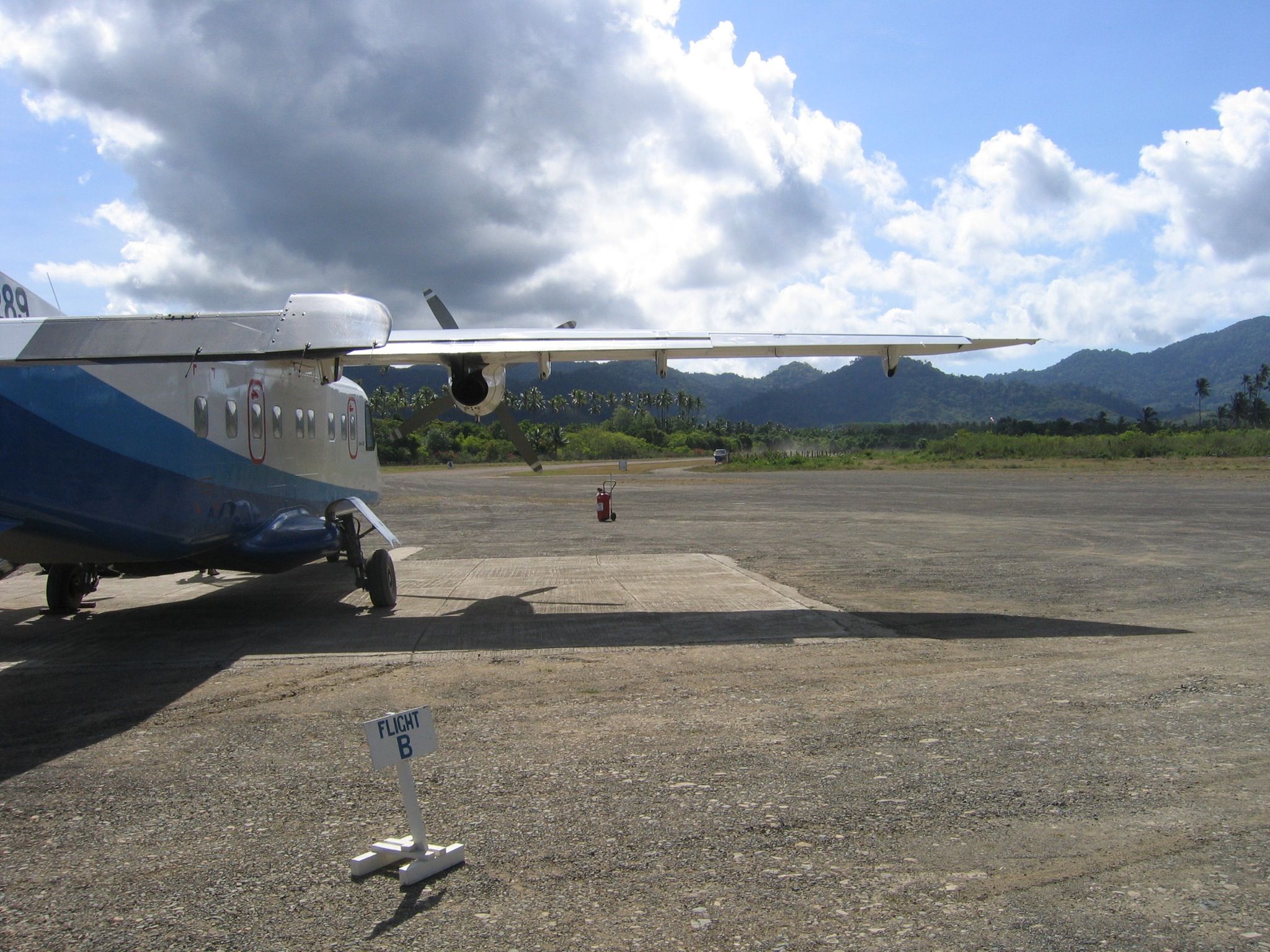
Dornier Do 228 en el aeródromo de Lio.

En este barrio se encuentra el aeropuerto de Lio (Lio Airport), también conocido como El Nido Airport ENI.
La aerolínea comercial Tigerair Philippines (SEAIR) realiza vuelos desde Manila  con  escala en Busuanga.

### Demografía
El barrio  de Villa Libertad  contaba  en mayo de 2010 con una población de 1.858 habitantes.

## Historia
Bacuit formaba parte de la provincia española de  Calamianes, una de las de las 35  de la división política del archipiélago Filipino, en la parte llamada de Visayas. Pertenecía a la audiencia territorial  y Capitanía General de Filipinas, y en lo espiritual a la diócesis de Cebú.
Este barrio de Villa Libertad fue creado el 21 de junio de 1957, comprendiendo los sitios de Calelenday, Taolili, Boloc, Inigtan, Mepague, Matolatolaon, Dao, Batbat, Madacotdacot, Nasigdan, Semenled, Bancalen y Cagbanaba.